# ГЕС Мантаро
ГЕС Мантаро – гідроелектростанція в Перу. Знаходячись між ГЕС Мальпасо (вище по течії) та ГЕС Cerro del Águila, входить до складу каскаду на річці Мантаро, лівому витоку Еве, котра в свою чергу є правим витоком Тамбо (лівий виток Укаялі — правого витоку найбільшої річки світу Амазонки). Станом на другу половину 2010-х найпотужніша гідроелектростанція країни.
У верхній течії Мантаро прямує між двома андійськими хребтами в південному напрямку, після чого проривається через східний з них. За цим вона завертає на півночі і певний час тече паралельно своєму попередньому курсу, проте у протилежному напрямку. Для дериваційної схеми станції Мантаро організували перекидання води через східний хребет задовго до природного розвороту річки, що дозволило використати падіння у понад 1000 метрів. 
В межах проекту Мантаро перекрили бетонною гравітаційною греблею Tablachaca висотою 77 метрів та довжиною 80 метрів, яка утримує невелике регулююче сховище з об’ємом 7 млн м3(основне накопичення ресурсу для роботи каскаду відбувається перед ГЕС Мальпасо у озері Хунін). Зі сховища до машинного залу прокладено дериваційний тунель діаметром 4,8 метра та довжиною 19,8 км (при цьому відстань між цими пунктами по руслу річки складає біля 190 км). На завершальному етапі ресурс через три напірні водоводи довжиною 1,6 км та діаметром по 3,3 метра потрапляє до залу Santiago Antúnez de Mayolo. Останній ввели у експлуатацію в 1973-1979 роках з сімома турбінами Пелтон потужністю по 117 МВт, які використовують чистий напір у 780 метрів.
За кілька років додали другий машинний зал – Restitucio, котрий використовує перепад висот між Santiago Antúnez de Mayolo та руслом Мантаро. Відпрацьована у основному залі вода через тунель довжиною 0,8 км потрапляє до підземного приміщення, де встановлені три турбіни того ж типу потужністю по 70 МВт, які працюють з чистим напором у 257 метрів.
Разом машинні зали комплексу забезпечують виробництво 7 млрд кВт-год електроенергії на рік.
Видача продукції відбувається по ЛЕП, розрахованій на роботу під напругою 220 кВ.